# Montsecret-Clairefougère
Montsecret-Clairefougère is een gemeente in het Franse departement Orne (regio Normandië). De gemeente telde op 1 januari 2022 656 inwoners en maakt deel uit van het arrondissement Argentan.

## Geschiedenis
De gemeente ontstond op 1 januari 2015 door de fusie van de voormalige gemeenten Clairefougère en Montsecret.

## Geografie
De oppervlakte van Montsecret-Clairefougère bedroeg op 1 januari 2022 10,64 vierkante kilometer; de bevolkingsdichtheid was toen 61,7 inwoners per km².

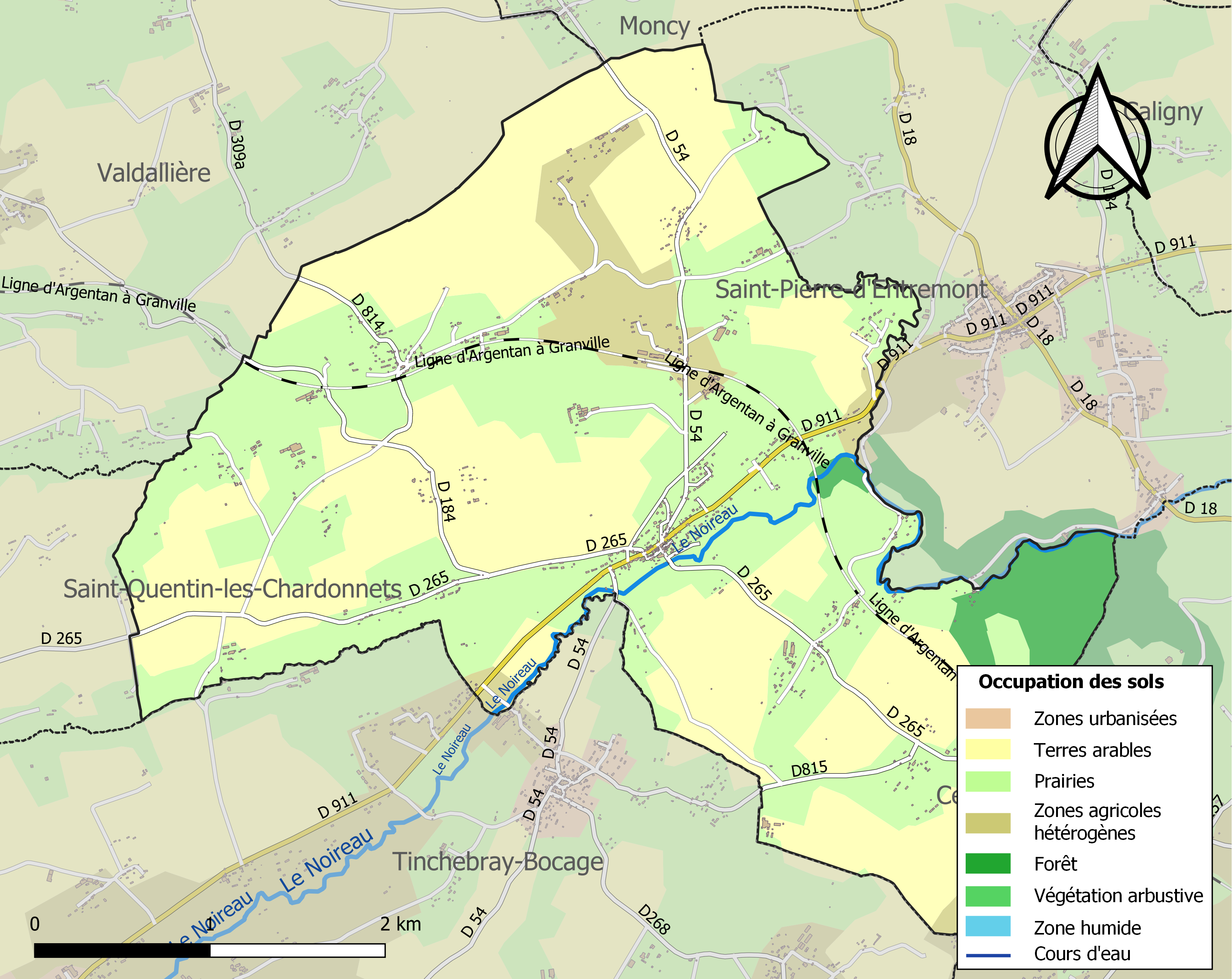
Kaart van de gemeente met belangrijkste infrastructuur, bodemgebruik en omliggende gemeenten